# 新潟県道10号長岡片貝小千谷線
新潟県道10号長岡片貝小千谷線（にいがたけんどう10ごう ながおか かたかい おぢやせん）は、新潟県長岡市から小千谷市に至る県道（主要地方道）である。

## 概要
長岡市近郊の幹線道路。同市南西郊の深沢町を起点に、同市越路地域の中心である来迎寺地区、小千谷市片貝地区、小粟田を経て同市中心部に至る。
来迎寺の越路支所前交差点以南の区間の一部は、旧国鉄魚沼線の廃線敷を利用してバイパス化されたものである。

### 路線データ
- 起点：長岡市深沢町字小味田（深沢郵便局前＝国道404号交点）
- 終点：小千谷市城内（平成一交差点＝国道291号・新潟県道49号小千谷十日町津南線交点）

## 歴史
- 1993年（平成5年）5月11日 - 建設省から、県道長岡片貝小千谷線が長岡片貝小千谷線として主要地方道に指定される[1]。

## 路線状況

### バイパス
- 片貝バイパス
  - 上記の通り、旧国鉄魚沼線の廃線敷の一部を転用するなどしてバイパス化したもの。来迎寺 - 片貝大屋敷間の集落内を経由する区間は県道の認定を解除されて市道になり、一部区間（片貝三ノ町 - 片貝一ノ町）で新潟県道236号岩野塚山線との併用区間があり、片貝一ノ町地内で新潟県道411号山谷片貝線とも接している。

### 重複区間
- 新潟県道23号柏崎高浜堀之内線（長岡市深沢町 - 来迎寺）
- 新潟県道112号来迎寺停車場神谷線（長岡市来迎寺地内）
- 新潟県道547号坪野三仏生線（小千谷市小粟田地内）

## 地理

### 通過する自治体
- 長岡市
- 小千谷市

### 交差する道路
- 長岡市
  - 国道404号（深沢町）
  - 新潟県道166号大荒戸越路線（渋海橋南詰交差点）
  - 新潟県道23号柏崎高浜堀之内線（深沢町丁字路）
  - 新潟県道112号来迎寺停車場神谷線（来迎寺駅前交差点）
  - 新潟県道23号柏崎高浜堀之内線・新潟県道112号来迎寺停車場神谷線（越路支所前交差点）
- 小千谷市
  - 新潟県道236号岩野塚山線（片貝町）
  - 新潟県道211号三仏生片貝線（片貝山屋交差点）
  - 新潟県道547号坪野三仏生線（小粟田地内）
  - 新潟県道357号千谷沢小千谷線（平沢町交差点）
  - 国道117号（小千谷市平沢）
  - 国道291号・新潟県道49号小千谷十日町津南線（平成一交差点・終点）